# 夏の決心
「夏の決心」（なつのけっしん）は、大江千里の楽曲である。1994年8月1日に通算29枚目のシングルとして発売された。

## 解説
フジテレビ系列の子供向け番組『ポンキッキーズ』で使用された。
オリコンでは最高位26位だが、潜在的な知名度がある大江のヒット曲。

## 収録曲
- 全作詞・作曲：大江千里 / 編曲：清水信之

1. 夏の決心 (5:05)
2. ジブンノバショ (4:42)

## アイドルネッサンスによるカバー
アイドルネッサンスによるカバー・バージョンは、2015年7月28日にの通算2作目のシングルとして発売された。
前作に続き、大江千里のカバー曲である。
アイドルネッサンスは、デビュー時より数多のライブにて「夏のテーマ曲」として本作を披露していた。
2015年6月28日から7月31日にかけて「二度目の夏を駆け抜けるネッサンス」と題し、アイドルイベントへの出演や本作のリリースを記念したイベントなどを敢行した。
2015年8月10日付のオリコン週間シングルランキングで38位を記録。
2016年6月11日に日本消防会館で開催された『アイドルネッサンス部 新体制お披露目するネッサンス!!』では、アンコールでAISと共に披露した。

### 収録曲
1. 夏の決心
2. Happy Endで始めよう
大瀧詠一のカバー曲。
3. Dear, Summer Friend
真心ブラザーズのカバー曲。
4. 夏の決心 (instrumental)
5. Happy Endで始めよう (instrumental)
6. Dear, Summer Friend (instrumental)